# Jari Leppä
Jari Juhani Leppä, född 24 juni 1959 i Pertunmaa, är en finländsk politiker (Centern). Han var ledamot av Finlands riksdag 1999–2023 och Finlands jord- och skogsbruksminister 2017–2022.
Leppä omvaldes i riksdagsvalet 2019 med 7 458 röster från Sydöstra Finlands valkrets.